# Кога (княжество)
Княжество Кога (яп. 古河藩 Кога-хан) — феодальное княжество (хан) в Японии периода Эдо (1590—1871), в провинции Симоса региона Токайдо на острове Хонсю (современная префектура Ибараки).

## История
Административный центр княжества: замок Кога (современный город Кога) в префектуре Ибараки
Доход хана:
- 1590—1612 годы — 30 000 коку риса
- 1612—1619 годы — 20 000 коку
- 1619—1622 годы — 110 000 коку риса
- 1622—1633 годы — 70 000 коку
- 1633—1681 годы — 160-135-100 0000 коку риса
- 1681—1693 годы — 90 000 коку
- 1694—1712 годы — 70 000 коку
- 1712—1762 годы — 50 000 коку риса
- 1762—1871 годы — 70-80 коку риса

Первым правителем Кога-хана (провинция Симоса) в 1590 году был назначен Огасавара Хидэмаса (1569—1615), вассал Токугава Иэясу. В 1601 году он был переведен в замок Иида (провинция Синано) с доходом 50 000 коку. В 1602 году княжество Кога было передано Тоде (Мацудайре) Ясунаге (1562—1633), другому вассалу рода Токугава. В 1612 году его перевели в Касама-хан (провинция Хитати) с доходом 30 000 коку.
В 1612 году Кога-хан был передан Огасавара Нобуюки (1570—1614), ему в 1614 году наследовал сын Огасавара Масанобу (1607—1640), который в 1619 году был переведен Сэкиядо-хан (провинция Симоса).
В 1619—1622 годах ханов владел Окудайра Тадамаса (1608—1668), бывший правитель Уцуномия-хана (провинция Симоцукэ). В 1622 году он вторично был возвращен в Уцуномия-хан. В том же году Кога-хан получил Нагаи Наокацу (1563—1625), ранее правивший в Касама-хане. В 1625 году после смерти Наокацу ему наследовал старший сын Нагаи Наомаса (1587—1668). В 1633 году он был переведен в Ёдо-хан (провинция Ямасиро).
В 1633—1681 годах Кога-хан управлялся родом Дои. В 1633 году хан получил во владение Дои Тосикацу (1573—1644), бывший правитель Сакура-хана. 5-й правитель даймё Дои Тосикацу (1650—1713), правивший в 1675—1681 годах, в 1681 году был переведен в Тоба-хан (провинция Сима).
В 1681 году владельцем княжества стал Хотта Масатоси (1634—1684), ранее правивший в Аннака-хане (провинция Кодзукэ). В 1684 году ему наследовал старший сын Хотта Масанака (1662—1694), который в 1685 году был переведен в Ямагата-хан.
В 1685 году хан был передан Мацудайре Нобуюки (1631—1686), ранее правившему в Корияма-хане. В 1686 году после смерти Нобуюки новым даймё стал его старший сын Мацудайра Тадаюки (1674—1695), который в 1693 году был лишен хана. В следующем году новым правителем княжества стал Мацудайра Нобутэру (1660—1725), ранее владевший Кавагоэ-ханом. В 1709 году он отказался от власти в пользу своего сына Мацудайры Нобутоки (1683—1744). В 1712 году Мацудайра Нобутоки был переведен из Коги в Ёсидо-хан (провинция Микава).
В 1712 году Кога-хан был передан Хонде Тадаёси (1690—1751), ранее владевшему Кария-ханом (провинция Микава). В 1751 году ему наследовал старший сын Хонда Тадахиса (1727—1759), в 1759 году переведенный в Хамада-хан (провинция Ивами).
В 1759—1762 годах ханом управлял Мацудайра Ясуёси (1719—1789), ранее владевший Хамада-ханом. В 1762 году его перевели в Окадзаки-хан (провинция Микава).
С 1762 по 1871 год Кога-хан принадлежал роду Дои. В 1762 году хан получил Дои Тосисато (1722—1777), ранее сидевший в Карацу-хане (провинция Хидзэн). Его потомки владели доменом вплоть до 1871 года.
Кога-хан, как и все остальные японские княжества, был ликвидирован в 1871 году.

## Правители княжества
- Род Огасавара, 1590—1601 (фудай-даймё)

| № | Имя                | Имя        | Годы правления | Годы жизни  | Примечания                                       |
| - | ------------------ | ---------- | -------------- | ----------- | ------------------------------------------------ |
| 1 | Огасавара Хидэмаса | 小笠原秀政 | 1590 — 1601    | 1569 — 1615 | Сын Огасавара Садакити и внук Огасавара Нагатоки |

- Род Мацудайра (ветвь Тода), 1602—1612 (фудай-даймё)

| № | Имя               | Имя      | Годы правления | Годы жизни  | Примечания        |
| - | ----------------- | -------- | -------------- | ----------- | ----------------- |
| 1 | Мацудайра Ясунага | 松平康長 | 1602 — 1612    | 1562 — 1633 | Сын Тода Тадасигэ |

- Род Огасавара, 1612—1619 (фудай-даймё)

| № | Имя                | Имя      | Годы правления | Годы жизни  | Примечания                                       |
| - | ------------------ | -------- | -------------- | ----------- | ------------------------------------------------ |
| 1 | Огасавара Нобуюки  | 成瀬正成 | 1612 — 1614    | 1570 — 1614 | Сын Сакаи Тадацугу, усыновлён Огасавара Нобуминэ |
| 2 | Огасавара Масанобу | 成瀬正虎 | 1614 — 1619    | 1607 — 1640 | Старший сын и преемник Огасавара Нобуюки         |

- Род Окудайра, 1619—1622 (фудай-даймё)

| № | Имя               | Имя      | Годы правления | Годы жизни  | Примечания                             |
| - | ----------------- | -------- | -------------- | ----------- | -------------------------------------- |
| 1 | Окудайра Тадамаса | 奥平忠昌 | 1619 — 1622    | 1608 — 1668 | Старший сын и преемник Окудайра Иэмаса |

- Род Нагаи, 1622—1633 (фудай-даймё)

| № | Имя           | Имя       | Годы правления | Годы жизни  | Примечания                           |
| - | ------------- | --------- | -------------- | ----------- | ------------------------------------ |
| 1 | Нагаи Наокацу | 永井 直勝 | 1622 — 1625    | 1563 — 1625 | Вассал Токугава Иэясу                |
| 2 | Нагаи Наомаса | 永井 尚政 | 1625 — 1633    | 1587 — 1668 | Старший сын и преемник Нагаи Наокацу |

- Род Дои, 1633—1681 (фудай-даймё)

| № | Имя          | Имя       | Годы правления | Годы жизни  | Примечания                                            |
| - | ------------ | --------- | -------------- | ----------- | ----------------------------------------------------- |
| 1 | Дои Тосикацу | 土井 利勝 | 1633 — 1644    | 1573 — 1644 | Старший сын Мидзуно Нобутомо, усыновлён Дои Тосимасой |
| 2 | Дои Тоситака | 土井利隆  | 1644 — 1658    | 1619 — 1685 | Старший сын и преемник Дои Тосикацу                   |
| 3 | Дои Тосисигэ | 土井利重  | 1658 — 1673    | 1647 — 1673 | Старший сын Дои Тоситаки                              |
| 4 | Дои Тосихиса | 土井利久  | 1673 — 1675    | 1666 — 1675 | Третий сын Дои Тоситаки                               |
| 5 | Дои Тосимасу | 土井利益  | 1675 — 1681    | 1650 — 1713 | Второй сын Дои Тоситаки                               |

- Род Хотта, 1681—1685 (фудай-даймё)

| № | Имя            | Имя       | Годы правления | Годы жизни  | Примечания                            |
| - | -------------- | --------- | -------------- | ----------- | ------------------------------------- |
| 1 | Хотта Масатоси | 堀田 正俊 | 1681 — 1684    | 1534 — 1684 | Третий сын тайро Хотта Масамори       |
| 2 | Хотта Масанака | 堀田正仲  | 1684 — 1685    | 1622 — 1694 | Старший сын и преемник Хотта Масатоси |

- Род Мацудайра (ветвь Фудзии), 1685—1693 (фудай-даймё)

| № | Имя               | Имя      | Годы правления | Годы жизни  | Примечания                               |
| - | ----------------- | -------- | -------------- | ----------- | ---------------------------------------- |
| 1 | Мацудайра Нобуюки | 松平信之 | 1685 — 1686    | 1631 — 1686 | Второй сын Мацудайры Тадакуни            |
| 2 | Мацудайра Тадаюки | 松平忠之 | 1686 — 1693    | 1674 — 1695 | Старший сын и преемник Мацудайры Нобуюки |

- Род Мацудайра (ветвь Окоти), 1694—1712 (фудай-даймё)

| № | Имя                | Имя      | Годы правления | Годы жизни  | Примечания                                  |
| - | ------------------ | -------- | -------------- | ----------- | ------------------------------------------- |
| 1 | Мацудайра Нобутэру | 松平信輝 | 1694 — 1709    | 1660 — 1725 | Четвертый сын и преемник Мацудайры Тэруцуны |
| 2 | Мацудайра Нобутоки | 松平信祝 | 1709 — 1712    | 1683 — 1744 | Старший сын и преемник Мацудайры Нобутэру   |

- Род Хонда, 1712—1759 (фудай-даймё)

| № | Имя            | Имя      | Годы правления | Годы жизни  | Примечания                                       |
| - | -------------- | -------- | -------------- | ----------- | ------------------------------------------------ |
| 1 | Хонда Тадаёси  | 本多忠良 | 1712 — 1751    | 1690 — 1751 | Приемный сын Хонды Тадатаки, даймё Мураками-хана |
| 2 | Хонда Тадахиса | 本多忠敞 | 1751 — 1759    | 1727 — 1759 | Старший сын и преемник Хонды Тадаёси             |

- Род Мацудайра (Мацуи), 1759—1762 (фудай-даймё)

| № | Имя              | Имя      | Годы правления | Годы жизни  | Примечания                               |
| - | ---------------- | -------- | -------------- | ----------- | ---------------------------------------- |
| 1 | Мацудайра Ясуёси | 松平康福 | 1759 — 1762    | 1719 — 1789 | Сын Мацудайры Ясутаки, даймё Хамада-хана |

- Род Дои, 1762—1871 (фудай-даймё)

| № | Имя           | Имя      | Годы правления | Годы жизни  | Примечания                                                        |
| - | ------------- | -------- | -------------- | ----------- | ----------------------------------------------------------------- |
| 1 | Дои Тосисато  | 土井利里 | 1762 — 1777    | 1722 — 1777 | Приемный сын Дои Тосинобу, даймё Карацу-хана                      |
| 2 | Дои Тосиакира | 土井利見 | 1777           | 1758 — 1777 | Сын Мацудайры Норисукэ, даймё Нисио-хана, усыновлён Дои Тосисато  |
| 3 | Дои Тосиацу   | 土井利厚 | 1777 — 1822    | 1759 — 1822 | Четвертый сын Мацудайры Тадаакиры, приемный сын Дои Тосиакиры     |
| 4 | Дои Тосицура  | 土井利位 | 1822 — 1844    | 1789 — 1848 | Сын Дои Тосинари, даймё Кария-хана, усыновлён Дои Тосиацу         |
| 5 | Дои Тосинао   | 土井利亨 | 1848           | 1812 — 1848 | Второй сын Сакаи Тадаё, даймё Цуруга-хана, усыновлён Дои Тосицура |
| 6 | Дои Тосинори  | 土井利則 | 1848 — 1867    | 1831 — 1891 | Приемный сын Дои Тосинао                                          |
| 7 | Дои Тоситомо  | 土井利与 | 1867 — 1871    | 1851 — 1929 | Старший сын и преемник Дои Тосинори                               |